# Идиот (роман)
„Идиот“ (рус. Идиот) је роман Фјодора М. Достојевског који је написао у времену између 1863. и 1869. године. Први пут је објављен 1869. године.
Идиот представља напор Достојевског да, на уверљив начин, опише идеално доброг човека, што је наизглед немогућ књижевни и уметнички подухват. У случају да успе, веровао је Достојевски, доказао би да је доброта слична Христовој ипак могућа, иако вероватно само у оквирима књижевног и уметничког. У исто време тај подухват би представљао књижевни доказ за смисао хришћанства.

## Радња
У Идиоту имамо типичног позитивног достојевскијанског јунака. То је кнез Мишкин, обдарен добротом и способношћу да прашта коју је осим њега имао ваљда једино Христ. Мишкин је зачуђујуће осетљив, до крајњих граница: он осећа све што се збива у другим људима, чак и кад су ти људи километрима далеко. Веома је дарежљив и наиван да би се могао назвати идиотом, одакле и назив за сам роман. Тако је дубока његова духовна мудрост, његово саосећање и разумевање патњи других. Кнез Мишкин је сама чистота, искреност, отвореност; ове особине га неизбежно уводе у болне сукобе са нашим конвенционалним, вештачким светом. Њега воле сви који га познају; његов несуђени убица Рогожин, који је очајнички заљубљен у јунакињу Настасју Филиповну и љубоморан на Мишкина, завршава тако што Мишкина пушта у кућу којој тек што је убио Настасју Филиповну и под Мишкиновом духовном заштитом тражи начин да се помири са животом и да ублажи олују страсти у сопственој души.
А ипак, Мишкин је полуидиот. Заостао још од раног детињства, није проговорио све до своје шесте године живота; био је жртва епилепсије, под сталном претњом потпуног лудила, уколико не живи мирним, повученим животом (Потпуно лудило га и савлада на крају, као последица догађаја описаних у роману).
У сваком случају је неспособан за брак и брачни живот, као што се аутор побринуо да нам јасно стави до знања. Свеједно, Мишкин је растрзан између две жене. Прва је Аглаја, наивна и чиста, лепа, искрена млада девојка, отворена према свету или пре својој улози ћерке из богате породице којој је судбински одређено да се уда за успешног и привлачног младића и срећно живи до краја живота. Шта то тачно Аглаја жели, ни она сама не зна; наводно се разликује од својих сестара и остале породице, луда је у оном добронамерном достојевскијанском смислу те речи (Достојевски много више воли луцкасте од нормалних људи), једном речју, личност са сопственом мисијом, дакле са Божијом искром у души. Мишкин (и, у извесној мери, Аглајина мајка) једини су који је разумеју. Њена интуитивна али наивна мајка брине се једино због тога што јој је ћерка чудна, али Мишкин осећа скривени терет који Аглаја носи у души. Са нејасном потребом да спасе и заштити тако што ће је просветлити ка духовном животном путу, Мишкин пристаје на Аглајин предлог да се ожени њоме. Е, тад почиње заплет: ту је и демонска, поносна, бедна, издана, тајанствена, чаробна и, упркос свом понижењу, блиставо чиста Настасја Филиповна, један од оних потпуно неприхватљивих, нестварних, иритантних ликова, којих су романи Достојевског препрепуни. Ова апстрактна жена је у стању да осећа само у суперлативу; ни њеној доброти ни њеној злоћи нема граница. Она је жртва једног постаријег мушкарца који ју је узео за љубавницу и неколико година живео с њом, па је одлучио да се ожени пристојном женом. Он благонаклоно извољева да уда Настасју Филиповну за свог секретара.
Сви мушкарци у окружењу Настасје Филиповне знају да је она, заправо, пристојна девојка;искључиво њен љубавник је крив за њен положај. Ово не спречава њеног вереника (који је, узгред, јако заљубљен у њу) да је презире као посрнулу жену, а ни Аглајину породицу да се потресе од изненађења када открије да је Аглаја успоставила неку тајну везу са Настасјом Филиповном. У ствари, то не спречава ни саму Настасју Филиповну да презре себе због тог понижења и да се себи освети тиме што заиста и постаје издржавана жена. Једини Мишкин, као Христ, не види мане у Настасји и искупљује је својим дубоким дивљењем и поштовањем (Ту се јавља библијски мотив, прича о Исусу Христу и посрнулој жени). Достојевски је за себе сматрао да је једини прави тумач православног хришћанства, а Мирски је додао одличну примедбу о Достојевском: Његово хришћанство... од неке је сумњиве врсте... То је мање-више површна духовна творевина коју је опасно изједначити са правим хришћанством.
Мишкин сматра да је, од две жене које полажу право на њега, потребнији Настасји Филиповној, јер је несрећнија. И тако, тихо напушта Аглају да би спасао Настасју. Тада настаје надметање у великодушности између Мишкина и Настасје; она очајно покушава да га ослободи како би био срећан са Аглајом, а он не жели да је напусти да не би пропала. Међутим Настасја Филиповна не види више ни један разлог да се жртвује за своју супарницу. Одлучила је да одведе Мишкина у Москву. У последњем тренутку се поново предомисли, пошто схвата да није у стању да дозволи Мишкину да пропадне због ње. Бежи, скоро испред олтара, са Рогожином, младим трговцем који на њу траћи наследство које је тек добио. Мишкин одлази за њима у Москву. Даљи њихов живот и понашање лукаво су скривени велом тајне. Достојевски читаоцу уопште не открива шта се тачно десило у Москви, само даје неке важне и тајанствене наговештаје. Мишкин и Рогожин, због Настасје, пролазе кроз неке ужасне духовне патње а она све више и више луди. Рогожин постаје Мишкинов брат у Христу, пошто су разменили крстове. Он ово чини како би се спасао искушења да из љубоморе убије Мишкина.
Коначно, Рогожин, будући да је најнормалнији од ово троје, није више у стању да издржи, и убија Настасју Филиповну. Достојевски га снабдева олакшавајућом околношћу: у тренутку убиства, Рогожин је у бунилу од грознице. Неко време је у болници, а онда га осуђују на прогонство у Сибир. Мишкин, који проводи ноћ у Рогожиновом друштву, крај убијене Настасје Филиповне, коначно потпуно полуди и враћа се у лудницу у Швајцарској у којој је провео младост и у којој је требало да остане све ово време. Цела ова луда збрка прошарана је дијалозима, чија улога је требало да буде да прикаже ставове различитих друштвених кругова поводом таквих питања као што је смртна казна или велика мисија руског народа. Ликови никад ништа не кажу а да при томе не поцрвене, побледе или посрну. Религиозни детаљи који се јављају су помало неукусни. Писац се ослања на дефиниције и уопште се не труди да их поткрепи доказима: на пример, Настасја Филиповна, за коју нам је речено да је бисер уважености, повучености и рафинираности, повремено се понаша као бесна, зловољна жена лаког морала. Сам заплет је вешто разрађен, са много довитљивих обрта који држе напетост.

## Ликови

### Главни ликови
- Принц Мишкин - централни лик романа, је младић који се вратио у Русију након дугог боравка у иностранству где је био на лечењу од епилепсије. Дуготрајни ефекти болести, у комбинацији са његовом невиношћу и недостатком друштвеног искуства, понекад стварају површан и потпуно лажан утисак менталног или психичког недостатка. Већина других ликова у једном или другом тренутку га омаловажавајуће назива 'идиотом', али скоро сви су дубоко погођени њиме. У ствари, он је веома интелигентан, самосвестан, интуитиван и емпатичан. Он је неко ко је дубоко размишљао о људској природи, моралу и духовности и способан је да те мисли изрази са великом јасноћом.
- Настасја Филиповна - главни женски протагонист, мрачно је лепа, интелигентна, жестока и подругљива. Она је застрашујућа фигура за већину других ликова. Племићког порекла, али је са 7 година остала сироче, њоме је изманипулисао њен старатељ, добровољац Тоцки, у положај сексуалног ропства. Њена сломљена невиност и друштвена перцепција срамоте стварају интензивно емотивну и деструктивну личност. Принц је дубоко дирнут њеном лепотом и њеном патњом, и упркос осећају да је луда, остаје јој одан. Она је растрзана између Мишкиновог саосећања и Рогожинове опсесије њоме.
- Рогожин (Парфјон Семјонович) - који је управо наследио огромно богатство од свог оца трговца, лудо је заљубљен у Настасју Филиповну и безобзирно се препушта да је јури. Инстинктивно воли и верује Принцу када се први пут сретну, али касније развија мржњу према њему из љубоморе. Лик представља страсну, инстинктивну љубав, за разлику од Мишкинове хришћанске љубави засноване на саосећању.
- Аглаја Ивановна - блиставо лепа је најмлађа ћерка Мишкинове даље родбине Лизавете Прокофјевне и њеног мужа, богатог и поштованог генерала Епанчина. Аглаја је поносна, заповедничка и нестрпљива, али и пуна лукавог хумора, смеха и невиности. Принца је посебно привлачи након мрака његовог времена са Настасјом Филиповном и Рогожином.
- Иполит Терентјев је млади нихилистички интелектуалац који је у завршној фази туберкулозе и близу смрти. Још увек пун младалачког идеализма, он жуди за љубављу и признањем других, али њихова равнодушност и сопствена морбидна опсесија собом доводе га до све већег екстрема цинизма и пркоса. Лик је 'квази-двојник' за Мишкина: околности их приморавају да се позабаве истим метафизичким питањима, али њихови одговори су дијаметрално супротни.